# Romungrzy
Romungrzy (romski (vlax) Romungri, węg. Romungrók – dosłownie „Romowie-Węgrzy”; inaczej: romski (vlax) Ungrika Roma, węg. Magyar cigányok i Magyar romák – „Węgierscy Cyganie/Romowie”) – największa językowo-etnograficzna grupa Romów na Węgrzech, mieszkająca częściowo także na pozostałych ziemiach historycznego Królestwa Węgier. Stanowią około 75% ogólnej liczby Romów mieszkających współcześnie w Republice Węgierskiej, których liczebność rozmaite źródła określają w granicach: 189 984 – 700 000 (problem w ustaleniu jednoznacznych danych leży właśnie w kulturowej specyfice Romungrów – patrz niżej).

## Nazwa
Nazwa Romungri lub Romungrók jest w niektórych środowiskach uważana za pejoratywną, gdyż w XIX wieku bywała w ten sposób używana przez inne grupy romskie, jednakże alternatywny endoetnonim Ungrika Roma jest stosunkowo rzadko używany, głównie przez przedstawicieli tej grupy żyjących dziś na Słowacji. Z kolei węgierskie określenia Magyar cigányok i Magyar romák są raczej książkowymi egzoetnonimami, utworzonymi na potrzeby cyganologii, z tym że użycie terminu cigányok nie zawiera w tym języku tak negatywnych konotacji, jak np. polskie „Cyganie”.
Obecnie przedstawiciele tej grupy sami siebie nazywają po prostu Cigányok lub Romák, zaś w literaturze przedmiotu spotyka się głównie określenia: Romungri (l.mn.) i Romungro (l.poj.). Nazwy te stosuje się więc wobec omawianej poniżej grupy Romów, których językiem ojczystym jest obecnie węgierski bądź dialekt języka romskiego, należący do jego centralnej grupy dialektów, w niej zaś do gałęzi południowej, w której stanowi grupę północną. W szerszym sensie jest ona niekiedy używana także w odniesieniu do pozostałych południowych dialektów grupy centralnej (zatem do takich społeczności romskich, jak Burgenland Roma czy Vend Roma), zaś w najszerszym – do wszystkich dialektów grupy centralnej, którymi mówili Romowie prowadzący osiadły tryb życia na terytorium historycznych Węgier, a więc np. także do Romów Słowackich.

## Historia

### Od XIV do XVII wieku
Romungrzy są potomkami pierwszej fali migracyjnej Romów, która dotarła na Węgry w końcu XIV wieku (pierwsze dane z roku 1383). To właśnie w Królestwie Węgierskim, na Zamku Spiskim Romowie otrzymali od cesarza Zygmunta Luksemburskiego słynny glejt, który okazywali później innym władcom europejskim, przybywając do ich ziem. W średniowiecznych Węgrzech nazywano ich powszechnie „ludem Faraona” (łac. populus Pharaonis, węg. Fáraó népe) w związku z podawaną przez nich legendą o ich egipskim pochodzeniu.
Tradycyjne zawody, wykonywane przez Romów jeszcze w ich indyjskiej praojczyźnie, pozwoliły im szybko znaleźć dogodną niszę ekonomiczną w ówczesnym społeczeństwie feudalnym. Epoka licznych wojen oraz rosnących wpływów warstwy szlacheckiej wykazywała bowiem duże zapotrzebowanie na różnego rodzaju usługi związane z metalurgią (kowalstwo, ludwisarstwo, rusznikarstwo, płatnerstwo, ślusarstwo) oraz z drugiej strony z rozrywką i muzyką. Romscy metalurdzy byli wówczas najbardziej cenionymi przez władców i magnaterię specjalistami ze swych dziedzin, zaś ludową tradycją stało się, iż także wiejskim kowalem był na ogół Rom (co jest do dziś widoczne w wielu nazwiskach typu: Kovàcs – węg. dosłownie: „kowal”, lub Lakatos – węg. dosłownie: „ślusarz”, noszonych przez Romungrów). Z kolei ich bogata tradycja muzyczna i wybitne umiejętności wielu artystów nadały tej grupie popularny niegdyś etnonim Bašalde Roma (rom. dosłownie: „Grający Romowie”).

### Asymilacja
Ten stan rzeczy trwał wystarczająco długo, aby Romungrzy skonsolidowali się w odrębną grupę językowo-etnograficzną, prowadzącą osiadły tryb życia, prosperującą w wyżej opisany sposób podczas istnienia niepodległego Królestwa Węgier, okupacji tureckiej i pierwszych dziesięcioleci panowania Habsburgów. Załamanie tradycyjnego stylu życia przyszło jednak w XVIII wieku w postaci zakrojonej na szeroką skalę akcji asymilacyjnej, drugiej tego typu w nowożytnej Europie (pierwsza miała miejsce w Hiszpanii na przełomie XV i XVI wieku). Rozpoczęta edyktami cesarza Karola VI Habsburga z lat 1720 oraz 1726, zaś konsekwentnie realizowana podczas absolutystycznych rządów Marii Teresy (dekrety z lat: 1758, 1761, 1767, 1773) i Józefa II (edykt z 1783 roku) brutalna madziaryzacja miała na celu całkowitą eliminację kulturowo-językowej odrębności narodu romskiego oraz jego pełną integrację z węgierskim chłopstwem.
Metody, jakie w tym celu stosowały oświecone rządy Habsburgów, to: banicja lub kara śmierci z tytułu prawa karnego za sam fakt przynależności do romskiego narodu (dekrety Karola VI); nakaz osiedlenia się na nadanej ziemi połączony z poddaństwem osobistym, zakazem posiadania koni i wozów oraz zniesieniem odrębnych praw; odbieranie dzieci rodzicom wraz z oddawaniem ich na wychowanie rodzinom chłopskim, powszechnym obowiązkiem rejestracji, obowiązkiem szkolnym oraz przymusowym poborem do wojska w wieku 16 lat; zakaz zawierania małżeństw z innymi członkami narodu romskiego; obowiązek wyznawania wiary i znajomości doktryny katolickiej (prawodawstwo Marii Teresy); obowiązek noszenia chłopskiego stroju oraz zakaz używania języka romani (dekret Józefa II). Ostatni władca wprowadził również system brutalnych kar cielesnych, grożących za nieprzestrzeganie tych praw. Zadekretowano nawet zakaz używania etnonimu „Cygan” zastępując go alternatywnymi określeniami: Ujpolgár (węg.: „Nowy obywatel”), Ujparasztok (węg.: „Nowy włościanin”), Ujmagyar (węg.: „Nowy Węgier”) oraz Ujlakosok lub Neocolonus (odpowiednio węg. i łac.: „Nowy osadnik”).
Mimo iż akcja ta miała na celu w głównej mierze walkę z koczownictwem, uprawianym nadal przez wiele grup romskich, w największym stopniu dotknęła osiadłych już od dawna Romungrów. Jej efektem stał się zanik powszechnej znajomości języka romskiego wśród członków społeczności, porzucenie wielu elementów tradycyjnej kultury materialnej i duchowej oraz niepełna asymilacja, której negatywne efekty widoczne są do dziś.

### Od XIX wieku do II wojny światowej
Historia Romungrów pokrywa się odtąd z ogólną historią społeczną Węgier. Wyjątkowość omawianej grupy zaznaczyła się jednak jeszcze w XIX wieku, kiedy na fali romantyzmu zrodziło się szerokie zainteresowanie jej folklorem, szczególnie muzycznym. Ponadto wielu Romungrów zaczęło odtąd wybierać karierę muzyczną jako drogę awansu społecznego, grając i komponując tradycyjne utwory romskiej muzyki ludowej, jak i powszechnej muzyki poważnej oraz popularnej.
XX wiek przyniósł kolejny epizod, który w bardzo bolesny sposób uświadomił Romungrom ich etniczną odrębność. Mimo iż przez większość okresu II wojny światowej dokonywana przez III Rzeszę masowa eksterminacja Romów nie obejmowała terenów kolaborującego z Hitlerem Królestwa Węgier, rok 1944 przyniósł gwałtowną zmianę sytuacji. W wyniku wkroczenia na Węgry wojsk niemieckich oraz obalenia rządu regenta Miklósa Horthyego przez Strzałokrzyżowców w życie wprowadzono przepisy ustaw norymberskich oraz rozpoczęto masową eksterminację oraz deportację do gett i obozów koncentracyjnych (głównie do Dachau i obozu w okolicy Koszyc). Holokaust ten został przerwany wraz z całkowitym zajęciem terytorium kraju przez Armię Czerwoną. Szacuje się, iż w jego wyniku śmierć poniosło ok. 30–35 tys. Romów na Węgrzech.

## Współczesne problemy społeczne

### Problemy ekonomiczne
Obecnie osoby należące do społeczności Romungrów żyją na terenie Republiki Węgierskiej oraz w południowej Słowacji, w mniejszych skupiskach także na innych, tradycyjnie węgierskojęzycznych obszarach i na emigracji. Pokłosie nieudanej asymilacji z XVIII wieku wciąż daje się zauważyć w problemach społecznych tej grupy. Mimo bowiem iż od tamtej pory Romungrzy uczestniczą w ogólnym życiu węgierskiego społeczeństwa, zajmują w nim pozycję najgorzej sytuowaną materialnie, należąc do najniższych, marginalizowanych jego warstw, boleśnie dotkniętych kolejnymi przemianami społeczno-gospodarczymi okresu komunizmu oraz transformacji, szczególnie biedą i bezrobociem.
Dane dla roku 2000 podają, iż 40% węgierskich Romów żyje poniżej poziomu ubóstwa, zaś zatrudnienie wśród nich wynosi 26%, co jawi się znacznym spadkiem w stosunku do ponad 80% pracujących w początku lat 90. Mimo to, w porównaniu z większością pozostałych grup romskich, Romungrzy charakteryzują się najwyższym stopniem integracji z resztą społeczeństwa, zaś ich struktura zawodowa w największym stopniu przypomina ogólną strukturę zatrudnienia kraju zamieszkania, co sprawia, że można wśród nich spotkać zarówno niewykwalifikowanych robotników czy rolników, jak i duchownych, uznanych naukowców czy artystów.

### Nietolerancja
Współcześnie granica między osobami określającymi się jako Romowie a Węgrami romskiego pochodzenia jest trudna do ustalenia i zależy jedynie od samodefinicji danej jednostki, skąd bierze się wielka zawodność wszelkich źródeł podających dane na ten temat. Niepełny charakter wspomnianej asymilacji jest jednak często widoczny w postaci społecznej ostracyzacji, a nawet prześladowań tych osób. Pomimo bowiem iż Romungrzy w przeważającym stopniu zaadaptowali kulturę węgierską, ich etniczne pochodzenie sprawia, że są często ofiarami aktów rasizmu i nietolerancji. Dowodzi to, iż współczesna forma antycygańskich uprzedzeń ma głównie rasistowskie podłoże, i choć Romungrzy są obecnie grupą mieszanego pochodzenia, zaś wiele stereotypowo kojarzonych z narodem romskim cech antropologicznych wśród nich nie występuje, na współczesnych Węgrzech i Słowacji mogą nadal spotkać się z przejawami ksenofobii. Społeczeństwo węgierskie jest jednak przy tym (oraz tradycyjnie było) o wiele bardziej otwarte, co dotyczy także terenów zamieszkanych przez mniejszość węgierską w południowej Słowacji, gdzie aktów nietolerancji pojawia się znacznie mniej, przyzwolenie na mieszane małżeństwa jest o wiele wyższe, zaś integracja o wiele dalej posunięta.
Z drugiej strony Romungrzy często spotykają się z wieloma przejawami nieakceptacji ze strony innych romskich grup we wspomnianych krajach. Zdarza się bowiem, iż społeczności, wśród których rozumienie zasad romanipen pozostało bardziej ortodoksyjne, nie traktują Romungrów w ogóle jako członków wspólnego narodu, uważając ich bądź za osobną grupę etniczną, bądź za Romów „gorszego rodzaju”. Niewątpliwie ten właśnie stosunek stał się powodem, iż nazwa tej grupy nabrała znaczenia pejoratywnego, tak bowiem używali jej np. Kełderasze i Lowarzy, nazywając Romungrami nie tylko osiadłych i zasymilowanych Romów węgierskich, lecz również wszystkich innych, których napotkali podczas swych dalekosiężnych wędrówek w XIX wieku (np. członków społeczności Polska Roma). Daje się przeto wśród Romungrów zauważyć pewien podwójny kompleks, z jednej strony związany z ich relacją wobec Węgrów, czy ogólnie gadziów, z drugiej zaś wobec innych Romów.

## Kultura
Jak już wspomniano, w wyniku asymilacji Romungrzy utracili znaczną część swego kulturowego dziedzictwa. Niemal całkowicie wyszedł także z użycia dialekt centralnej gałęzi języka romskiego, którym mówili. Dziś dialektu tego używa się jedynie w nielicznych miejscowościach południowej Słowacji oraz w okolicy miasta Nógrád i dolinie Dunaju na Węgrzech. Tradycja romska w ujęciu Romungrów skupia się obecnie głównie na świadomości narodowej i nie obejmuje ścisłych wskazówek życia codziennego, zaś idea rytualnego skalania stanowi w tej kulturze raczej element tradycji. Romanipen jest więc po prostu społecznie podzielaną wizją świata i własnego miejsca w nim jako Romów.
Mimo to rozpoczęty w XIX wieku ponowny rozkwit kultury Romungrów zdaje się trwać nadal, głównie dzięki pielęgnowaniu przez nich jej osobliwych, wyróżniających ją cech. Należy do nich kultywowanie wspomnianej już bogatej tradycji muzycznej oraz jej znaczny udział w muzyce węgierskiej, doceniany już przez Ferenca Liszta. Romscy artyści i zespoły są obecni zarówno w nurcie muzyki poważnej, jak również popularnej, folku, jazzie, gatunku rock itd. Społeczność ta wydała ponadto znaczącą liczbę artystów innych dziedzin, do których należą uznani pisarze, poeci, plastycy itd., co sprawia, iż odsetek osób wykonujących zawody związane z różnego rodzaju twórczością jest bardzo duży, zaś sztuka prezentuje wysoki poziom.
Romscy naukowcy uczestniczą również na Węgrzech w rozwoju wielu rozmaitych dziedzin wiedzy, w tym także, w niespotykanym gdzie indziej stopniu, węgierskiej cyganologii. W kraju tym istnieje ponadto najbardziej rozbudowana forma romskiego szkolnictwa ze sztandarowym Gimnazjum im. M. Gandhiego na czele.

## Znane osoby

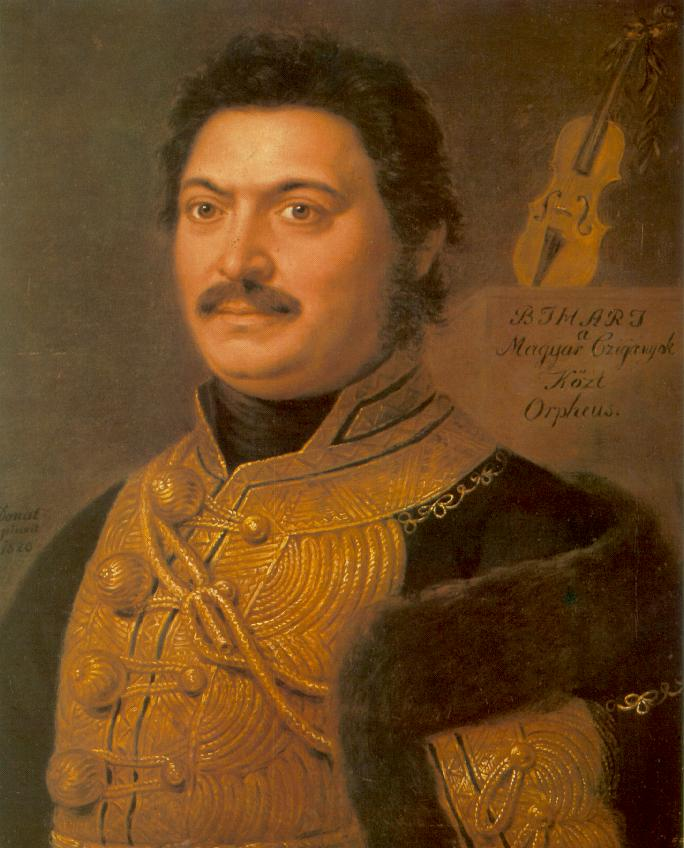
János Bihari (1764-1827)

Poniżej podano wybitnych przedstawicieli społeczności Romungrów żyjących na dawnych ziemiach Królestwa Węgier, oraz współcześnie na Węgrzech i Słowacji.
Muzycy:
- Ján Balog (1802–1876)
- Mihály Barna (XVIII wiek)
- Ján Berki-Mrenica (współcześnie)
- János Bihari (1764–1827)
- György Cziffra (1921–1994)
- Pista Dankó (1858–1903)
- Béla Szakcsi Lakatos (współcześnie)
- Tony Lakatos (współcześnie)
- Rinaldo Oláh (1929–2006)
- Cinka Panna (1711–1772)
- Aladár Rácz (1886–1958)
- Pavol Rácz (1815–1885)
- Ferenc Snétberger (współcześnie)

Pisarze:
- Dezider Banga (ur. 1938)
- Tera Fabiánová (ur. 1930)
- József Holdosi (ur. 1951)
- Hilda Pášová (ur. 1941)

Artyści-plastycy:
- Ján Berky (ur. 1951)
- Dezider Fertö (ur. 1921)
- Julius Lakatoš (ur. 1938)
- Dušan Oláh (ur. 1960)
- Ján Oláh-Širo (ur. 1959)
- Tamás Péli (współcześnie)

Politycy:
- Ján Cibula (ur. 1932)